# Уолтър Лорд
Уолтър Лорд (на английски: Walter Lord) е американски адвокат, копирайтър, популярен историк и писател на произведения в жанра историческа документалистика.

## Биография и творчество
Уолтър Уолтър Лорд младши е роден на 8 октомври 1917 г. в Балтимор, Мериленд, САЩ. Баща му, който е адвокат, умира, когато Лорд е само на три години. През 1939 г. завършва специалност история в Принстънския университет. След това се записва в Юридическия факултет на Йейлския университет, но прекъсва обучението си, за да се присъедини към армията на Съединените щати след нападението над Пърл Харбър. По време на Втората световна война е назначен в Службата за стратегически услуги като служител от разузнаването в Лондон през 1942 г., достигайки длъжност секретар, когато войната свършва през 1945 г. След демобилизацията си завършва следването си в Йейлския университет, където получава диплома по право. След дипломирането си започва работа като копирайтър за рекламната агенция J. Walter Thompson в Ню Йорк.
Първата му книга „Дневникът на Фримантъл“ е издадена през 1954 г. В нея представя и коментира дневниците на британския офицер и симпатизант на Конфедерацията, Артър Фримантъл, който обикаля Юга в продължение на три месеца през 1863 г. Книгата постига лек и изненадващ успех.
През 1955 г. е издадена книгата му „Последната нощ на Титаник“. Историкът проследява съдбата на 63-ма оцелели от „Титаник“ и представя в книгата си драматично ежеминутно описание на катастрофата и потъването на океанския лайнер по време на първото му пътуване. Книгата получава значителна известност и става бестселър, а писателят често изнася лекции на срещи на Историческото общество на „Титаник“. През 1958 г. по книгата е екранизиран успешния едноименен филм с участието на Кенет Мор и Майкъл Гудлиф. През 1986 г., година след откриването на останките на „Титаник“ и подновяването на интереса към, Лорд издава книгата „Нощта продължава: мисли, теории и разкрития за Титаник“. През следващото десетилетие е консултант на режисьора Джеймс Камерън по време на снимките на филма “Титаник“ (1997).
Освен за „Титатник“, Уолтър Лорд пише книги за различни други теми като: атаката срещу Пърл Харбър (в „Ден на позора“, 1957), битката при Мидуей („Невероятна победа“, 1967), битката при Аламо („Време да се изправиш“, 1961), битката при Балтимор във войната от 1812 г. („Ранната светлина на зората“, 1972), изследване на Арктика от Робърт Пири („Пири до полюса“, 1963), Америка преди Първата световна война („Добрите години: от 1900 г. до Първата световна война“, 1960). ), наблюдатели на брега – служители на съюзническото военно разузнаване, разположени на отдалечени тихоокеански острови по време на Втората световна война („Самотно бдение“, 1977), евакуацията от Дюнкерк („Чудото на Дюнкерк“, 1982) и борбата за граждански права и записването на Джеймс Мередит като първия чернокож студент в Университета на Мисисипи („Миналото, което не умира“, 1965).
Уолтър Лорд умира от усложнения от болестта на Паркинсон на 19 май 2002 г. в дома си в Манхатън, Ню Йорк. Погребан е в гробището „Маунт Грийн“ в Балтимор.

## Произведения
- The Fremantle Diary (1954)[1]
- A Night to Remember (1955)[2]
Последната нощ на Титаник, изд.: „Георги Бакалов“, Варна (1985), изд. „Полиана“ (1998), прев. Николай Божилов
- Day of Infamy: The Bombing of Pearl Harbor (1957)
- The Good Years: From 1900 to the First World War (1960)
- A Time to Stand: The Epic of the Alamo (1961)
- Peary to the Pole (1963)
- The Past That Would Not Die (1965)
- Incredible Victory: The Battle of Midway (1967)
- The Dawn's Early Light: The War of 1812 and the Battle That Inspired Francis Scott Key to Write "The Star-Spangled Banner (1972)
- Lonely Vigil: Coastwatchers of the Solomons (Bluejacket Books) (1977)
- The Miracle of Dunkirk: The True Story of Operation Dynamo (1982)
- The Night Lives On: Thoughts, Theories and Revelations about the Sinking of the "Unsinkable" Ship - Titanic (1986)

### Екранизации
- 1956 Kraft Television Theatre (1947) – тв сериал, 2 епизода
- 1958 Последната нощ на Титаник, A Night to Remember
- 1962 The Good Years – тв филм

## За него
- The Way It Was: Walter Lord on His Life and Books (2009) – от Джени Лорънс[1]